# Isabelle Hellings
Isabelle Hellings (10 oktober 1977) is een Belgische voormalig handbalster.

## Levensloop
Hellings was actief bij Sporting Neerpelt en vervolgens Fémina Visé.
Ze werd vijfmaal (2000, 2001, 2002, 2003 en 2005) verkozen tot speelster van het jaar.